# Întoarcere în viitor (Star Trek: Seria originală)
Întoarcere în viitor (Return to Tomorrow) este un episod din sezonul al II-lea al Star Trek: Seria originală care a avut premiera la 9 februarie 1968.

## Prezentare
Extratereștri telepatici iau sub control corpurile lui Kirk și Spock, cu intenția de a-și construi noi corpuri mecanizate.